# Miroslava (pel·lícula)
Miroslava és una pel·lícula mexicana de drama de l'any 1993 dirigida per Alejandro Pelayo. La cinta és un biopic protagonitzat pels actors Arielle Dombasle, Claudio Brook, Milosh Trnka, Arleta Jeziorska, Evangelina Martínez, Pamela Sniezhkin Brook i Demián Bichir entre d'altres.
La pel·lícula narra la història de Miroslava Stern, una actriu d'origen Txecoslovac que va ser molt reconeguda en l'època d'or del cinema mexicà, durant els anys 50.

## Sinopsi
Mèxic, 1955. La bella i popular estrella de cinema Miroslava Stern està deprimida aquesta nit. Els records tristos s'acumulen en la seva memòria: la seva infantesa a la Praga anterior a la guerra, un matrimoni fallit, els diversos intents per ser presa de debò com a actriu i la traïció de l'home que estimava. Mentre prepara el seu suïcidi, la seva vida sencera es revela en la pantalla mostrant el pertorbador retrat d'una dona solitària.

## Repartiment
- Arielle Dombasle com Miroslava adulta[3]
- Claudio Brook com Alex Fimman
- Milosh Trnka com el doctor Óscar Stern
- Arleta Jeziorska com Miroslava jove
- Evangelina Martínez com Rosario
- Pamela Sniezhkin Brook com Miroslava nena
- Verónica Langer com la mare de Miroslava
- Rosa María Bianchi com Sofía
- Josefo Rodríguez com Luis Miguel Dominguín
- Alicia Laguna com Graciela
- Demián Bichir com Ricardo
- Miguel Pizarro com Jesús Jaime
- Brígida Alexander com àvia de Miroslava
- Juan Carlos Colombo com el doctor Pascual Roncal
- Eugenia Leñero com Eugenia
- Raúl Izaguirre com Ernesto Alonso
- Esteban Plácido Mealaza com Luis Buñuel

## Producció
Filmada en 1993 és una producció de l'Instituto Mexicano de Cinematografía (IMCINE), el Fondo de Fomento a la Calidad Cinematográfica, Aries Films, S. A. de C. V. i Tabasco Films. Va ser filmada en Dolby estèreo i estrenada en 8 d'abril a Mèxic, i a l'octubre del mateix any al Festival Internacional de Cinema de Chicago.

## Premis
En la XXXV edició dels Premis Ariel va rebre els premis Ariel a la millor fotografia, a la millor edició, al millor so, al millor maquillatge i a la millor banda sonora.